# Chrastice (rod rostlin)
Chrastice (Phalaris) je rod trav, tedy z čeledi lipnicovitých (Poaceae). Jedná se o jednoleté nebo vytrvalé byliny. Jsou trsnaté nebo s oddenky, nebo jsou poléhavé. Stébla dorůstají výšek zpravidla 10–200 cm. Čepele listů jsou většinou ploché, 2–20 mm široké, na vnější straně listu se při bázi čepele nachází jazýček, 2–12 mm dlouhý. Květy jsou v kláscích, které tvoří latu, která je klasovitě, hlávkovitě, nepravidelně či do vejčitého tvaru stažená, vzácněji je rozložitá, někdy jsou klásky v lichoklasu. Klásky jsou silně zboku smáčklé, vícekvěté (zpravidla 2–3 květy), dolní 1–2 květy jsou však sterilní, pouze vrchní květ oboupohlavný. Na bázi klásku jsou 2 plevy, které jsou přibližně stejné, bez osin. Pluchy jsou bez osin. Plušky jsou bez kýlu, bez osin. Plodem je obilka, která je okoralá. Celkově je známo asi 22 druhů, které najdeme hlavně v mírném pásu Evropy a v jižní Africe, místy i adventivně.

## Taxonomická poznámka
Někteří autoři dělí rod na Phalaris L. s.str. (potom česky lesknice) a Phalaroides N.M. Wolf (česky chrastice). Chrastice rákosovitá (Phlalaris arundinacea) je pak zařazena do rodu Phlaroides. Chrastice kanárská čili lesknice kanárská (Phalaris canariensis) je řazena do rodu Phalaris L. s. str. V tomto článku je popisován rod Phalaris v širším slova smyslu (s.l.), tedy včetně rodů Phlaroides N.M. Wolf a Baldingera Gaertn.

## Druhy rostoucí v Česku
V České republice roste běžně jen 1 druh z rodu chrastice (Phalaris). Chrastice rákosovitá (Phalaris arundinacea) je mohutná vlhkomilná až mokřadní tráva. Roste hojně v nižších a středních polohách na březích řek a na nivních loukách. V posledních letech se masově šíří zvláště na půdách bohatých na fosfor a patří mezi nebezpečné expanzívní druhy. Další druhy chrastic jsou v ČR pouze pěstované a zplaňují. Chrastice kanárská čili lesknice kanárská (Phalaris canariensis) je dekorativní tráva pěstovaná např. jako krmivo pro ptáky a občas zplaňuje. Původní je na Kanárských ostrovech. Podobně jsou na krmivo pěstovány i další druhy (původem z jižní Evropy) a vzácně přechodně zplaňují: chrastice krátkoklasá (Phalaris brachystachys), chrastice menší (Phalaris minor), chrastice podivná (Phalaris paradoxa) a chrastice namodralá (Phalaris caerulescens).

## Alkaloidy
Některé druhy chrastice obsahují indolové alkaloidy. Často je obsažen jedovatý gramin, ovšem v některých druzích (chrastice rákosovitá, chrastice vodní) byla zjištěna i přítomnost halucinogenních tryptaminů – především DMT, u chrastice vodní také menší množství 5-MeO-DMT. Obsah tryptaminů sice není dostatečně velký na to, aby rostlina byla sama o sobě psychoaktivní, je však možné velké množství tryptaminů extrahovat. Vzhledem k nařízení vlády platnému od 1.1.2010 bylo pěstování druhů obsahujících DMT nebo 5-MeO-DMT, včetně běžně rostoucí chrastice rákosovité, nezákonné. Protože se rostlina vyskytuje na rozsáhlé části území ČR téměř běžně a připravuje se pěstování ve velkém pro energetické účely, byla aplikace této legislativy v praxi problematická.
Proto bylo původní ustanovení nařízením vlády č. 3/2012 Sb. s účinností od 5. 1. 2012 novelizováno a pěstování chrastice rákosovité není dále omezeno. Novelizované znění nařízení č. 455/2009 Sb. zde: .